# 10370 Hylonome
10370 Hylonome è un asteroide centauro. Scoperto nel 1995, presenta un'orbita caratterizzata da un semiasse maggiore pari a 25,1956427 UA e da un'eccentricità di 0,2496632, inclinata di 4,14218° rispetto all'eclittica.
L'asteroide è dedicato alla centaura Ilonome che si suicidò per amore alla morte di Cillaro.